# Ed Stoppard
Edmund Stoppard, detto Ed (Londra, 16 settembre 1974), è un attore britannico.

## Biografia
È figlio dello sceneggiatore, drammaturgo e regista Tom Stoppard.

## Filmografia parziale

### Cinema
- Il mio amico vampiro (The Little Vampire), regia di Uli Edel (2000)
- Il pianista (The Pianist), regia di Roman Polański (2002)
- Baciate chi vi pare (Embrassez qui vous voudrez), regia di Michel Blanc (2002)
- Animal - Il criminale (Animal), regia di Roselyne Bosch (2005)
- Fugitive Pieces, regia di Jeremy Podeswa (2007)
- Ritorno a Brideshead (Brideshead Revisited), regia di Julian Jarrold (2008)
- Tata Matilda e il grande botto (Nanny McPhee and the Big Bang), regia di Susanna White (2010)
- Il marchio di sangue (Branded), regia di Jamie Bradshaw e Aleksandr Dulerayn (2012)
- Blackwood, regia di Adam Wimpenny (2014)
- Angelica, regia di Mitchell Lichtenstein (2015)
- Youth - La giovinezza (Youth), regia di Paolo Sorrentino (2015)
- Golda, regia di Guy Nattiv (2023)

### Televisione
- Ferrari – miniserie TV, 2 puntate (2003)
- Relic Hunter – serie TV, episodi 1x17-2x12 (2000-2001)
- Empire – miniserie TV, 2 puntate (2005)
- Any Human Heart – serie TV, 4 episodi (2010)
- Le inchieste dell'ispettore Zen (Zen) – miniserie TV, 3 puntate (2011)
- Testimoni silenziosi (Silent Witness) – serie TV, episodi 16x07-16x08 (2013)
- The Musketeers – serie TV, 5 episodi (2015)
- Home Fires – serie TV, 12 episodi (2015-2016)
- The Frankenstein Chronicles – serie TV, 9 episodi (2015-2017)
- The Crown – serie TV, episodio 1x06 (2016)
- Genius – serie TV, episodio 1x10 (2017)
- Knightfall – serie TV, 18 episodi (2017-2019)

### Videogiochi
- Assassin's Creed IV: Black Flag – videogioco (2013)

## Doppiatori italiani
Nelle versioni in italiano dei suoi film, Ed Stoppard è stato doppiato da: 
- Gianfranco Miranda in Youth - La giovinezza, The Frankenstein Chronicles
- Francesco Prando in Ferrari
- Riccardo Rossi ne Il pianista
- Giorgio Borghetti in Knightfall
- Vittorio Guerrieri in The Princess